# H.S.M. Coxeter

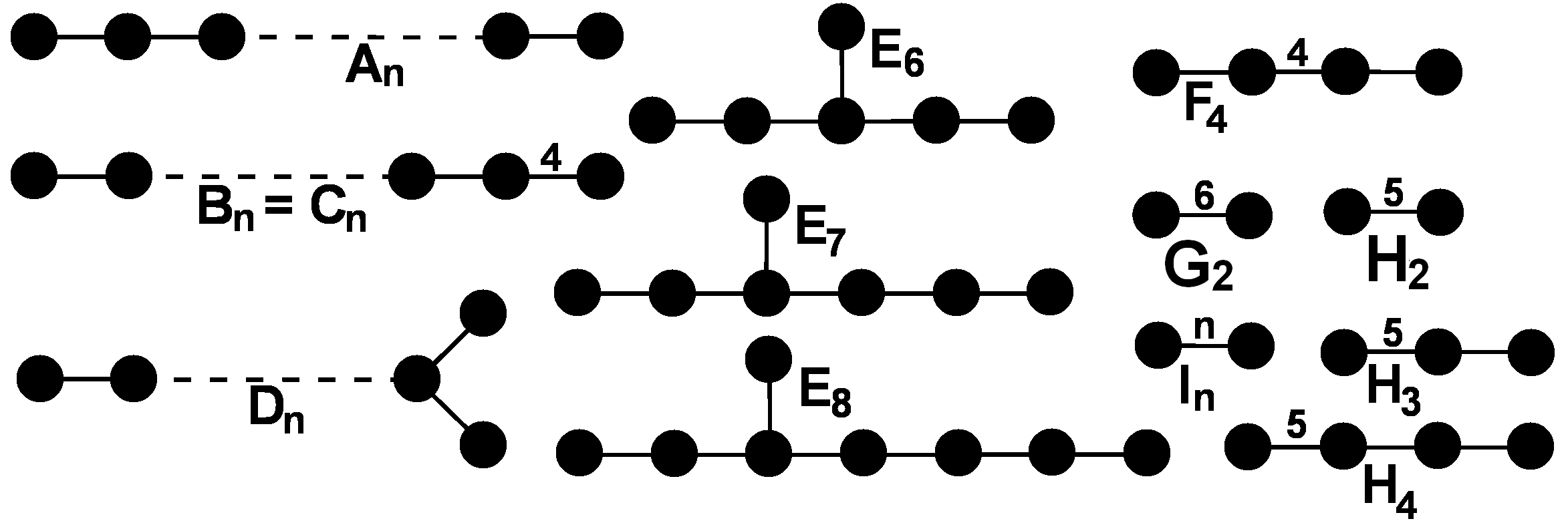
Coxeter-Dynkin-grafer för alla de ändliga Coxetergrupperna.

Harold Scott MacDonald "Donald" Coxeter, född 9 februari 1907 i London, död 31 mars 2003 i Toronto, var en av 1900-talets mest betydande geometriker.
Coxeter studerade vid Cambridge där han fick sin grundexamen 1928. Han disputerade 1931, varpå att han flyttade runt och läste vidare för bland annat Oswald Veblen. 1936 flyttade Coxeter till Kanada, där han 1948 fick en professur vid University of Toronto.
Coxeter har skrivit flera böcker som av många anses stå i en klass för sig, både vad gäller pedagogik och innehåll. I dessa är Coxeters geometriframställning ofta främst syntetisk och som därför kanske bättre betonar idéer, det geometriska innehållet och skönheten hos geometrin.
Coxeter tilldelades Sylvestermedaljen 1997.

## Huvudsakliga verk
- Non-Euclidean Geometry (1942), University of Toronto Press (2 uppl 1947, 3 uppl 1957, 4 uppl 1961, 5 uppl 1965, 6 uppl 1998)
- Coxeter, Longuet-Higgins, Miller, Uniform polyhedra, Phil. Trans. 1954, 246 A, 401-50.
- The Real Projective Plane (1955)
- Introduction to Geometry (1961)
- Regular Polytopes (1963), Macmillian Company
  - Regular Polytopes, Third edition, (1973), Dover edition, ISBN 0-486-61480-8 Nytryck 2012 ISBN 9780486141589
- Projective Geometry (1964) Blaisdell Publishing Company (2 uppl. 1974, Springer Verlag ISBN 9780387965321)
- Geometry Revisited (med S.L. Greitzer, 1967)
- Twisted Honeycombs (1970), American Mathematical Society, ISBN 9780821816530
- Regular Complex Polytopes (1974), Cambridge University Press (andra omarbetad upplaga 1991 ISBN 978-0521394901)
- The Beauty of Geometry: Twelve Essays, Dover Publications, 1999, ISBN 0-486-40919-8 Ursprungligen publicerad som Twelve Geometric Essays 1968 av Southern Illinois University Press.
- The Fifty-Nine Icosahedra (med P. Du Val, H.T. Flather och J.F. Petrie)
- Mathematical Recreations and Essays (ursprungligen skriven 1892 av Walter William Rouse Ball (1850-1925), från 11 upplagan utökad och uppdaterad av Coxeter 1937. 13 uppl 1987)